# Coordination Chemistry Reviews
Coordination Chemistry Reviews, скорочено Coord. Chem. Rev. — англомовний науковий журнал видавництва Elsevier. Перший номер вийшов у 1966 році. Зараз виходить дванадцять номерів на рік.
Публікуються рецензії, присвячені питанням координаційної хімії. Сфера інтересів журналу широка, включає статті, присвячені металоорганічній хімії, каталізу, теоретичній комплексній хімії та біонеорганічній хімії.
Імпакт-фактор журналу склав 14,499 у 2017 році та 15,367 у 2019 році.